# Arttu Lappi
Arttu Ville Eemeli Lappi (Kuopio, 11 maggio 1984) è un ex saltatore con gli sci finlandese.

## Biografia
In Coppa del Mondo esordì il 1º marzo 2002 a Lahti (8°), ottenne il primo podio l'8 marzo 2003 a Oslo (3°) e l'unica vittoria il 24 novembre 2006 a Kuusamo.
In carriera prese parte a due edizioni dei Campionati mondiali, vincendo una medaglia.

## Palmarès

### Mondiali
- 1 medaglia:
  - 1 oro (gara a squadre a Val di Fiemme 2003)

### Mondiali juniores
- 1 medaglia:
  - 1 oro (gara a squadre a Schonach im Schwarzwald 2002)

### Coppa del Mondo
- Miglior piazzamento in classifica generale: 15º nel 2007
- 3 podi (1 individuale, 2 a squadre):
  - 1 vittoria (individuale)
  - 1 secondo posto (a squadre)
  - 1 terzo posto (a squadre)

#### Coppa del Mondo - vittorie
| Data             | Località | Nazione   | Trampolino        |
| ---------------- | -------- | --------- | ----------------- |
| 24 novembre 2006 | Kuusamo  | Finlandia | Rukatunturi HS142 |